# Williamson Murray
Williamson Murray (* 23. November 1941 in New York City, New York; † 1. August 2023 in Fairfax, Virginia) war ein US-amerikanischer Militärhistoriker.

## Leben
Murray erlangte an der Yale University 1963 einen Abschluss in Geschichte. Im Anschluss diente er in der United States Air Force für fünf Jahre. Nach dem Militärdienst absolvierte Murray seinen Ph.D. in Geschichte. Er lehrte dann zwei Jahre am Yale history department und wechselte 1977 an die Ohio State University als Militärhistoriker. Weiterhin lehrte Murray am Air War College, der United States Military Academy und dem Naval War College.
Für 2019 wurde ihm der Samuel Eliot Morison Prize zugesprochen.
Williamson Murray starb am 1. August 2023 im Alter von 81 Jahren.

## Werke
Eine unvollständige Auswahl seiner Werke, u. a.:
- mit Wayne Wei-siang Hsieh: A Savage War: A Military History of the Civil War. Princeton University Press, Princeton 2016, ISBN 978-0-691-16940-8.

- mit Allan R. Millett: A War to Be Won. Fighting the Second World War. Belknap Press of Harvard University Press, Cambridge MA u. a. 2000, ISBN 0-674-00163-X.

- War in the Air: 1914–1945. Cassell, London 1999, ISBN 0-304-35223-3.

## Einzelnachweis
1. ↑  Brian Murphy: Williamson Murray, military historian who peered beyond battles, dies at 81. In: washingtonpost.com. 8. August 2023, abgerufen am 8. August 2023 (amerikanisches Englisch).

| Personendaten    | Personendaten                       |
| ---------------- | ----------------------------------- |
| NAME             | Murray, Williamson                  |
| KURZBESCHREIBUNG | US-amerikanischer Militärhistoriker |
| GEBURTSDATUM     | 23. November 1941                   |
| GEBURTSORT       | New York City, New York             |
| STERBEDATUM      | 1. August 2023                      |
| STERBEORT        | Fairfax, Virginia                   |